# Kính râm

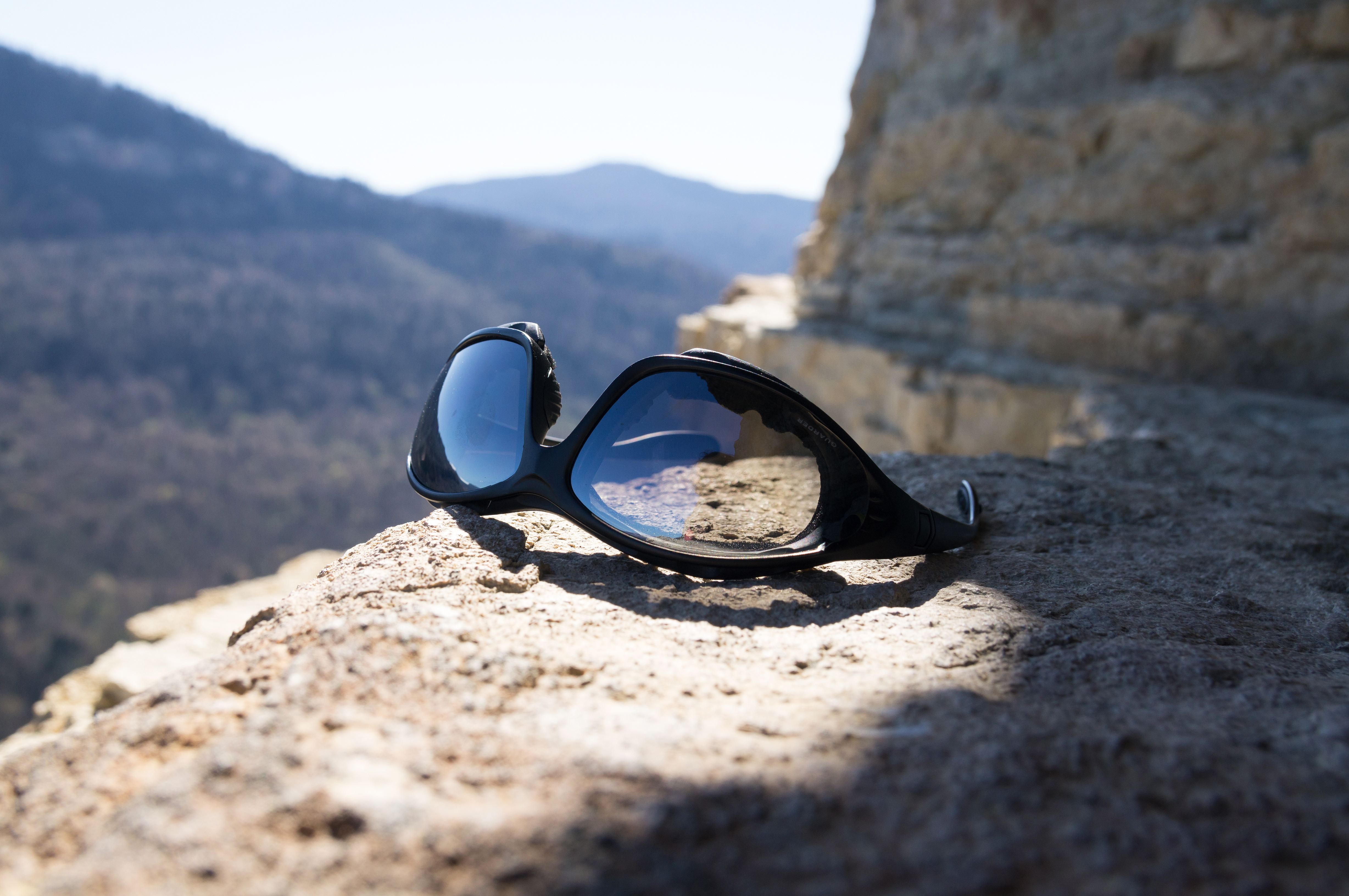
Một cặp kính râm

Kính râm hay kính mát thường được đeo theo thời trang hay để khỏi bị chói nắng, nhưng có một lợi điểm cho sức khỏe - bảo vệ võng mạc và thủy tinh thể trong mắt của người đeo khỏi bị tia cực tím (tia UV) phá hoại.

## Tia cực tím và các yếu tố liên hệ
Những yếu tố sau đây làm tăng khả năng gây hại của ánh nắng Mặt Trời:
- Tia cực tím phản chiếu và trở nên mạnh hơn trên tuyết, cát, xi-măng và ngay trên cả nước
- Càng lên cao (núi) càng có nhiều tia cực tím, do lớp không khí bảo vệ (thông qua hấp thụ nhẹ tia cực tím) bị mỏng dần
- Càng gần xích đạo tia cực tím càng mạnh
- Tia cực tím có khả năng xuyên qua mây mù, do đó khi ra ngoài tuy trời không nắng, mắt vẫn chịu ảnh hưởng của tia cực tím
- Càng ở ngoài nắng lâu càng có hại
- Người có da và mắt màu nhợt bị ảnh hưởng nhiều nhất
- Tia cực tím có cường độ cao nhất vào khoảng 10 giờ sáng đến 4 giờ chiều
- Tia cực tím có cường độ cao nhất vào mùa xuân, hạ, và thấp hơn vào mùa thu, đông
- Một số dược phẩm có khả năng tăng phản ứng của da và mắt đối với ánh nắng: tetracycline, doxycycline, allopurinol, phenothiazine và psoralens

Chú ý: Khi nhìn thẳng vào Mặt Trời vào lúc nhật thực, mắt sẽ bị hoại có thể rất nặng và vĩnh viễn do hội tụ tia nhiệt (tập trung năng lượng Mặt trời vào võng mạc) - không phải do tia cực tím. Kính râm không có khả năng bảo vệ trong trường hợp này.

## Khả năng bảo vệ mắt
Hiện nay trên thị trường có rất nhiều loại kính râm. Nên chú ý tới những yếu tố sau đây khi chọn kính:
- Lớp chống tia UV: Chất plastic hay thủy tinh của kính chỉ có thể giảm bớt một phần nhỏ cường độ UV. Tia UV cần được ngăn lại bằng một lớp đặc biệt trên kính, có thể ngăn chặn 99 - 100 % tia UV.
- Gương phản chiếu: Một số kính có bọc lớp kim loại mỏng và phản chiếu như gương, có thể giảm độ UV nhưng không đủ để bảo vệ mắt.
- Kính màu đen: Nếu không có bọc lớp chống UV, những kính đậm màu thật ra còn hại hơn khi không đeo kính. Lý do là con ngươi phản xạ với cảnh vật tối sẽ mở rộng, cho nhiều tia UV vào mắt hơn.
- Kính "Polarized": có khả năng làm giảm độ chói, nhưng không có ảnh hưởng gì đến tia UV.
- Khả năng ngăn chặn tia sáng sắc xanh: Hiên nay vẫn còn nhiều câu hỏi đặt vấn đề về tia sáng xanh. Một số nghiên cứu cho thấy võng mạc có thể nhạy cảm hơn với tia sáng xanh. Kính có lớp ngăn tia sáng xanh thường ngả màu cam-nâu, giúp để thấy rõ vật ở xa, nhất là trên tuyết hay trong sương mù (cho dân trượt tuyết, thợ săn, hay phi công).
- Kính che chung quanh mắt: Một số kính thời trang bao bọc toàn bộ hai mắt; ngăn không để tia sáng lọt vào mắt từ các góc cạnh hai bên, trên và dưới.
- Kính thay đổi theo ánh sáng (kính đổi màu): Một số kính có các bộ phận thay đổi màu đậm hay nhạt tùy theo độ sáng bên ngoài. Kính này tiện lợi cho người cần phải luôn luôn đeo kính.

## Tiêu chuẩn chọn kính
Có ba loại tiêu chuẩn cho kính râm.
Tiêu chuẩn của Australia là AS 1067. Kính râm được chia làm 5 hạng, từ 0 đến 4, dựa vào lượng ánh sáng mà kính hấp thụ. Hạng "0" có khả năng ngăn tia UV và ánh nắng ít nhất. Hạng "4" có mức độ bảo vệ tốt nhất.
Tiêu chuẩn của Hoa Kỳ là ANSI Z80.3-1972. Theo loại tiêu chuẩn này, các mắt kính cần có khả năng giữ cho tia UVB (280 đến 315 nm) đi qua không quá 1% và tia UVA (315 đến 380 nm) đi qua không quá 0,5 lần so với mức đi qua của ánh sáng nhìn thấy.
Tiêu chuẩn châu Âu là EN 1836:2005. Theo loại tiêu chuẩn này, kính hạng "0" là kính không ngăn được UV ở mức cần thiết, "1" là đủ mức, "2" là ngăn tốt, và "3" là ngăn được hoàn toàn.